# Lycorea cleobaea
Lycorea cleobaea is een vlinder uit de familie Nymphalidae, onderfamilie Danainae. De wetenschappelijke naam van de soort is voor het eerst geldig gepubliceerd in 1819 door Jean Baptiste Godart.

## Verspreiding en leefgebied
Deze vlindersoort komt voor van Mexico tot Peru.

## De rups en zijn waardplanten
De waardplanten zijn Carica papaya uit de familie Caricaceae, Ficus uit de familie Moraceae en Asclepias curassavica uit de familie Asclepiadaceae. Om te voorkomen dat een plant zijn bladeren van onsmakelijke chemische stoffen voorziet, knaagt de rups de hoofdnerf van het blad door, zodat er geen gifstoffen in kunnen voorkomen en het dus oneetbaar zou worden.